# 1891
Il 1891 (MDCCCXCI in numeri romani) è un anno  del XIX secolo.

## Eventi
- Thomas Hardy dà alle stampe Tess of the d'Urbervilles, considerato da molti il suo capolavoro.
- Russia: Viene dato inizio alla costruzione della Ferrovia transiberiana.
- Milano: Si forma la prima Camera del lavoro.
- 15 gennaio – A Cracovia viene fondata la congregazione delle Suore Albertine Serve dei Poveri.
- 9 febbraio – Thomas Edison brevetta il fonografo.
- 11 marzo – Giosuè Carducci è vittima di una violenta contestazione da parte di circa cinquecento studenti repubblicani all'Università di Bologna.
- 14 marzo – Linciaggio di New Orleans.
- 5 aprile – Quarto censimento del Regno Unito.
- 5 maggio – Inaugurata a New York la Carnegie Hall.
- 15 maggio
  - Papa Leone XIII promulga l'enciclica Rerum novarum.
  - Eindhoven: Frederik Philips e il figlio Gerard fondano l'omonima azienda.
- 15 dicembre – James Naismith inventa la pallacanestro.
- 21 dicembre – Springfield – viene giocata la prima partita di pallacanestro.
- 28 dicembre – Viene data alle stampe la prima edizione del Corriere del Ticino.
- Seconda Internazionale a Bruxelles che proclama il 1º maggio festa dei lavoratori (nello stesso anno).

## Nati
Ci sono circa 1 380 voci su persone nate nel 1891; vedi la pagina Nati nel 1891 per un elenco descrittivo o la categoria Nati nel 1891 per un indice alfabetico.

## Morti
Ci sono circa 430 voci su persone morte nel 1891; vedi la pagina Morti nel 1891 per un elenco descrittivo o la categoria Morti nel 1891 per un indice alfabetico.

## Calendario
| Calendario 1891 | Calendario 1891 | Calendario 1891 | Calendario 1891 | Calendario 1891 | Calendario 1891 | Calendario 1891 | Calendario 1891 | Calendario 1891 | Calendario 1891 | Calendario 1891 | Calendario 1891 | Calendario 1891 | Calendario 1891 | Calendario 1891 | Calendario 1891 | Calendario 1891 | Calendario 1891 | Calendario 1891 | Calendario 1891 | Calendario 1891 | Calendario 1891 | Calendario 1891 | Calendario 1891 | Calendario 1891 | Calendario 1891 | Calendario 1891 | Calendario 1891 | Calendario 1891 | Calendario 1891 | Calendario 1891 | Calendario 1891 | Calendario 1891 |
| --------------- | --------------- | --------------- | --------------- | --------------- | --------------- | --------------- | --------------- | --------------- | --------------- | --------------- | --------------- | --------------- | --------------- | --------------- | --------------- | --------------- | --------------- | --------------- | --------------- | --------------- | --------------- | --------------- | --------------- | --------------- | --------------- | --------------- | --------------- | --------------- | --------------- | --------------- | --------------- | --------------- |
|                 | 1               | 2               | 3               | 4               | 5               | 6               | 7               | 8               | 9               | 10              | 11              | 12              | 13              | 14              | 15              | 16              | 17              | 18              | 19              | 20              | 21              | 22              | 23              | 24              | 25              | 26              | 27              | 28              | 29              | 30              | 31              |                 |
| Gennaio         | Gi              | Ve              | Sa              | Do              | Lu              | Ma              | Me              | Gi              | Ve              | Sa              | Do              | Lu              | Ma              | Me              | Gi              | Ve              | Sa              | Do              | Lu              | Ma              | Me              | Gi              | Ve              | Sa              | Do              | Lu              | Ma              | Me              | Gi              | Ve              | Sa              |                 |
| Febbraio        | Do              | Lu              | Ma              | Me              | Gi              | Ve              | Sa              | Do              | Lu              | Ma              | Me              | Gi              | Ve              | Sa              | Do              | Lu              | Ma              | Me              | Gi              | Ve              | Sa              | Do              | Lu              | Ma              | Me              | Gi              | Ve              | Sa              |                 |                 |                 |                 |
| Marzo           | Do              | Lu              | Ma              | Me              | Gi              | Ve              | Sa              | Do              | Lu              | Ma              | Me              | Gi              | Ve              | Sa              | Do              | Lu              | Ma              | Me              | Gi              | Ve              | Sa              | Do              | Lu              | Ma              | Me              | Gi              | Ve              | Sa              | Do              | Lu              | Ma              |                 |
| Aprile          | Me              | Gi              | Ve              | Sa              | Do              | Lu              | Ma              | Me              | Gi              | Ve              | Sa              | Do              | Lu              | Ma              | Me              | Gi              | Ve              | Sa              | Do              | Lu              | Ma              | Me              | Gi              | Ve              | Sa              | Do              | Lu              | Ma              | Me              | Gi              |                 |                 |
| Maggio          | Ve              | Sa              | Do              | Lu              | Ma              | Me              | Gi              | Ve              | Sa              | Do              | Lu              | Ma              | Me              | Gi              | Ve              | Sa              | Do              | Lu              | Ma              | Me              | Gi              | Ve              | Sa              | Do              | Lu              | Ma              | Me              | Gi              | Ve              | Sa              | Do              |                 |
| Giugno          | Lu              | Ma              | Me              | Gi              | Ve              | Sa              | Do              | Lu              | Ma              | Me              | Gi              | Ve              | Sa              | Do              | Lu              | Ma              | Me              | Gi              | Ve              | Sa              | Do              | Lu              | Ma              | Me              | Gi              | Ve              | Sa              | Do              | Lu              | Ma              |                 |                 |
| Luglio          | Me              | Gi              | Ve              | Sa              | Do              | Lu              | Ma              | Me              | Gi              | Ve              | Sa              | Do              | Lu              | Ma              | Me              | Gi              | Ve              | Sa              | Do              | Lu              | Ma              | Me              | Gi              | Ve              | Sa              | Do              | Lu              | Ma              | Me              | Gi              | Ve              |                 |
| Agosto          | Sa              | Do              | Lu              | Ma              | Me              | Gi              | Ve              | Sa              | Do              | Lu              | Ma              | Me              | Gi              | Ve              | Sa              | Do              | Lu              | Ma              | Me              | Gi              | Ve              | Sa              | Do              | Lu              | Ma              | Me              | Gi              | Ve              | Sa              | Do              | Lu              |                 |
| Settembre       | Ma              | Me              | Gi              | Ve              | Sa              | Do              | Lu              | Ma              | Me              | Gi              | Ve              | Sa              | Do              | Lu              | Ma              | Me              | Gi              | Ve              | Sa              | Do              | Lu              | Ma              | Me              | Gi              | Ve              | Sa              | Do              | Lu              | Ma              | Me              |                 |                 |
| Ottobre         | Gi              | Ve              | Sa              | Do              | Lu              | Ma              | Me              | Gi              | Ve              | Sa              | Do              | Lu              | Ma              | Me              | Gi              | Ve              | Sa              | Do              | Lu              | Ma              | Me              | Gi              | Ve              | Sa              | Do              | Lu              | Ma              | Me              | Gi              | Ve              | Sa              |                 |
| Novembre        | Do              | Lu              | Ma              | Me              | Gi              | Ve              | Sa              | Do              | Lu              | Ma              | Me              | Gi              | Ve              | Sa              | Do              | Lu              | Ma              | Me              | Gi              | Ve              | Sa              | Do              | Lu              | Ma              | Me              | Gi              | Ve              | Sa              | Do              | Lu              |                 |                 |
| Dicembre        | Ma              | Me              | Gi              | Ve              | Sa              | Do              | Lu              | Ma              | Me              | Gi              | Ve              | Sa              | Do              | Lu              | Ma              | Me              | Gi              | Ve              | Sa              | Do              | Lu              | Ma              | Me              | Gi              | Ve              | Sa              | Do              | Lu              | Ma              | Me              | Gi              |                 |